# Талашкинское Сельпо
Талашкинское Сельпо — деревня в Смоленском районе Смоленской области России. Входит в состав Талашкинского сельского поселения. Население — 56 жителей (2010 год). 
Расположена в западной части области в 9 км к юго-востоку от Смоленска, в 0,1 км западнее автодороги А141 Орёл — Витебск. В 6 км северо-восточнее деревни расположена железнодорожная станция Тычинино на линии Смоленск — Рославль. 

## История
В годы Великой Отечественной войны деревня была оккупирована гитлеровскими войсками в июле 1941 года, освобождена в сентябре 1943 года. 